# Herolind Shala
Herolind Shala (Porsgrunn, 1º febbraio 1992) è un calciatore norvegese con cittadinanza albanese naturalizzato kosovaro, centrocampista del Partizani Tirana.

## Biografia
Nato e cresciuto a Porsgrunn in Norvegia, ma è di origini albanesi.

## Carriera

### Club
Considerato uno dei principali talenti recenti prodotti dal calcio albanese, Shala ha cominciato la carriera con la maglia del Tollnes. In seguito, è stato ingaggiato dal Notodden. Il 16 agosto 2009, ha debuttato nella 1. Divisjon con la maglia di quest'ultima squadra: è subentrato a Trond Viggo Toresen nella sconfitta casalinga per 2-3 contro il Løv-Ham. A fine stagione, la squadra è retrocessa nella 2. Divisjon, ma Shala è rimasto nell'organico anche per il successivo anno e mezzo.
Il 9 agosto 2011, l'Odd ha annunciato sul proprio sito ufficiale l'ingaggio di Shala. Il giocatore scelse la maglia numero 18. Esordì nell'Eliteserien il 19 agosto successivo, sostituendo Simen Brenne nella vittoria per 4-2 contro il Viking. Il 24 agosto 2012 arrivò la prima rete nella massima divisione norvegese, che sancì il successo per 1-0 sul Brann. Dopo aver contribuito alla conquista del terzo posto nel campionato norvegese con la conseguente qualificazione dell'Odd alla Europa League per la stagione 2014/15, Shala ha rifiutato le proposte di rinnovo contrattuale. Messo fuori squadra nell'ultimo mese, si è svincolato al termine del campionato 2014, il 31 dicembre 2014.
L'11 gennaio 2015 ha firmato ufficialmente un contratto con lo Sparta Praga, valido per i successivi tre anni e mezzo: ha scelto la maglia numero 10. Ha esordito il 23 febbraio, schierato titolare nella vittoria per 4-1 sul Příbram. Fino al termine della stagione, ha totalizzato 4 presenze tra campionato e coppa.
Il 24 luglio 2015 è passato allo Slovan Liberec con la formula del prestito. Ha esordito in squadra il 2 agosto, schierato titolare nel pareggio per 2-2 sul campo dello Slavia Praga. Il 20 settembre, in occasione del successo per 3-0 sul Příbram, ha segnato la prima rete nella massima divisione ceca. Ha chiuso la stagione con 24 presenze e 6 reti in campionato, attraverso cui ha contribuito al 3º posto finale della sua squadra. Ha poi fatto ritorno allo Sparta Praga per fine prestito.
Il 17 agosto 2016 è passato in prestito ai turchi del Kasımpaşa, squadra militante in Süper Lig, la massima serie del campionato turco. Il 20 agosto ha effettuato il proprio esordio, subentrando a Veysel Sarı nella sconfitta per 2-0 arrivata in casa al Trabzonspor. Il 27 agosto 2016 ha trovato la prima rete, nel pareggio per 1-1 contro l'Adanaspor. Ha chiuso la stagione con 17 presenze e 3 reti, tra campionato e coppa.
Il 30 agosto 2017, i danesi del Lyngby hanno reso noto l'ingaggio di Shala a titolo definitivo, col calciatore che si è legato al nuovo club per due anni e mezzo. Ha esordito in Superligaen il 19 novembre successivo, sostituendo Martin Ørnskov nella sconfitta per 1-3 contro il Randers. Il 18 marzo ha trovato il primo gol, nel pareggio interno per 1-1 contro l'Horsens. A fine stagione, il Lyngby è retrocesso in 1. Division.
Il 4 agosto 2018, Shala ha fatto ritorno in Norvegia per giocare nello Start, a cui si è legato fino al termine della stagione. È tornato a calcare i campi dell'Eliteserien in data 6 agosto, subentrando a Tobias Christensen nella sconfitta per 4-1 patita sul campo del Brann. Il 2 settembre ha trovato il primo gol in campionato, nel pareggio per 1-1 arrivato in casa del Kristiansund. Ha chiuso la stagione a quota 16 presenze tra campionato e coppa, con 4 reti all'attivo; lo Start è invece retrocesso in 1. divisjon.
Libero da vincoli contrattuali, in data 11 febbraio 2019 ha firmato un accordo biennale con il Vålerenga.
Il 5 marzo 2021 ha siglato un accordo annuale con lo Stabæk.

### Nazionale
Shala ha rappresentato la Nazionale Under-17 e Under-20 norvegese. A maggio 2013 è stato convocato dalla Selezione Under-21 e al contempo dai pari età albanesi: Shala ha scelto di rappresentare questi ultimi. L'11 giugno 2013 è stato così schierato in campo nella sconfitta per 4-1 contro la Bosnia-Erzegovina, sfida valida per le qualificazioni al campionato europeo di categoria del 2015.
È stato successivamente convocato dal commissario tecnico Gianni De Biasi nella Nazionale maggiore ed il 14 novembre 2014 ha fatto il suo debutto ufficiale con questa maglia nella partita amichevole giocata a Rennes contro la Francia, subentrando al 76' al posto di Ermir Lenjani.
Il 30 agosto 2016, il commissario tecnico del Kosovo Albert Bunjaku ha convocato Shala in vista della partita valida per le qualificazioni al mondiale 2018 da disputarsi contro la Finlandia. Per Shala – e per tutti gli altri giocatori che avessero già militato in un'altra Nazionale maggiore – sarebbe servito il via libera a rappresentare il Kosovo dalla FIFA.
Il 6 ottobre successivo ha così effettuato il suo debutto, subentrando ad Arber Zeneli nella sconfitta per 0-6 contro la Croazia.

## Statistiche

### Presenze e reti nei club
Statistiche aggiornate al 5 marzo 2021.
| Stagione         | Club             | Campionato       | Campionato | Campionato | Coppe nazionali | Coppe nazionali | Coppe nazionali | Coppe continentali | Coppe continentali | Coppe continentali | Supercoppe | Supercoppe | Supercoppe | Totale | Totale |
| Stagione         | Club             | Comp             | Pres       | Reti       | Comp            | Pres            | Reti            | Comp               | Pres               | Reti               | Comp       | Pres       | Reti       | Pres   | Reti   |
| ---------------- | ---------------- | ---------------- | ---------- | ---------- | --------------- | --------------- | --------------- | ------------------ | ------------------ | ------------------ | ---------- | ---------- | ---------- | ------ | ------ |
| 2007             | Tollnes          | 4D               | ?          | ?          | CN              | ?               | ?               | -                  | -                  | -                  | -          | -          | -          | ?      | ?      |
| 2008             | Tollnes          | 5D               | ?          | ?          | CN              | ?               | ?               | -                  | -                  | -                  | -          | -          | -          | ?      | ?      |
| Totale Tollnes   | Totale Tollnes   | Totale Tollnes   | ?          | ?          |                 | ?               | ?               |                    | -                  | -                  |            | -          | -          | ?      | ?      |
| 2008             | Notodden         | 1D               | 1          | 0          | CN              | 0               | 0               | -                  | -                  | -                  | -          | -          | -          | 1      | 0      |
| 2009             | Notodden         | 1D               | 3          | 0          | CN              | 0               | 0               | -                  | -                  | -                  | -          | -          | -          | 3      | 0      |
| 2010             | Notodden         | 2D               | ?          | ?          | CN              | ?               | ?               | -                  | -                  | -                  | -          | -          | -          | ?      | ?      |
| gen.-ago. 2011   | Notodden         | 2D               | 11         | 9          | CN              | 1+              | 1+              | -                  | -                  | -                  | -          | -          | -          | 12+    | 10+    |
| Totale Notodden  | Totale Notodden  | Totale Notodden  | 15+        | 9+         |                 | 1+              | 1+              |                    | -                  | -                  |            | -          | -          | 16+    | 10+    |
| ago.-dic. 2011   | Odd              | ES               | 4          | 0          | CN              | -               | -               | -                  | -                  | -                  | -          | -          | -          | 4      | 0      |
| 2012             | Odd              | ES               | 26         | 3          | CN              | 3               | 0               | -                  | -                  | -                  | -          | -          | -          | 29     | 3      |
| 2013             | Odd              | ES               | 30         | 8          | CN              | 3               | 0               | -                  | -                  | -                  | -          | -          | -          | 33     | 8      |
| 2014             | Odd              | ES               | 30         | 9          | CN              | 6               | 5               | -                  | -                  | -                  | -          | -          | -          | 36     | 14     |
| Totale Odd       | Totale Odd       | Totale Odd       | 90         | 20         |                 | 12              | 5               |                    | -                  | -                  |            | -          | -          | 102    | 25     |
| gen.-giu. 2015   | Sparta Praga     | 1L               | 3          | 0          | CR              | 1               | 0               | UEL                | -                  | -                  | -          | -          | -          | 4      | 0      |
| 2015-2016        | Slovan Liberec   | 1L               | 24         | 6          | CR              | 2               | 0               | UEL                | 10                 | 1                  | -          | -          | -          | 36     | 7      |
| 2016-2017        | Kasımpaşa        | SL               | 10         | 1          | CT              | 7               | 2               | -                  | -                  | -                  | -          | -          | -          | 17     | 3      |
| ago. 2017-2018   | Lyngby           | SL               | 14+5       | 1+1        | CD              | 1               | 0               | UEL                | -                  | -                  | -          | -          | -          | 20     | 2      |
| lug.-ago. 2018   | Lyngby           | 1D               | 1          | 0          | CD              | 0               | 0               | -                  | -                  | -                  | -          | -          | -          | 0      | 0      |
| Totale Lyngby    | Totale Lyngby    | Totale Lyngby    | 20         | 2          |                 | 1               | 0               |                    | -                  | -                  |            | -          | -          | 21     | 2      |
| ago.-dic. 2018   | Start            | ES               | 14         | 3          | CN              | 2               | 1               | -                  | -                  | -                  | -          | -          | -          | 16     | 4      |
| 2019             | Vålerenga        | ES               | 21         | 6          | CN              | 1               | 0               | -                  | -                  | -                  | -          | -          | -          | 22     | 6      |
| 2020             | Vålerenga        | ES               | 27         | 2          | -               | -               | -               | -                  | -                  | -                  | -          | -          | -          | 27     | 2      |
| Totale Vålerenga | Totale Vålerenga | Totale Vålerenga | 48         | 8          |                 | 1               | 0               |                    | -                  | -                  |            | -          | -          | 49     | 8      |
| 2021             | Stabæk           | ES               | 0          | 0          | CN              | 0               | 0               | -                  | -                  | -                  | -          | -          | -          | 0      | 0      |
| Totale carriera  | Totale carriera  | Totale carriera  | 224+       | 49+        |                 | 27+             | 9+              |                    | 10                 | 1                  |            | -          | -          | 261+   | 59+    |

### Cronologia presenze e reti in Nazionale

#### Kosovo
| Cronologia completa delle presenze e delle reti in nazionale ― Kosovo | Cronologia completa delle presenze e delle reti in nazionale ― Kosovo | Cronologia completa delle presenze e delle reti in nazionale ― Kosovo | Cronologia completa delle presenze e delle reti in nazionale ― Kosovo | Cronologia completa delle presenze e delle reti in nazionale ― Kosovo | Cronologia completa delle presenze e delle reti in nazionale ― Kosovo | Cronologia completa delle presenze e delle reti in nazionale ― Kosovo | Cronologia completa delle presenze e delle reti in nazionale ― Kosovo |
| Data                                                                  | Città                                                                 | In casa                                                               | Risultato                                                             | Ospiti                                                                | Competizione                                                          | Reti                                                                  | Note                                                                  |
| --------------------------------------------------------------------- | --------------------------------------------------------------------- | --------------------------------------------------------------------- | --------------------------------------------------------------------- | --------------------------------------------------------------------- | --------------------------------------------------------------------- | --------------------------------------------------------------------- | --------------------------------------------------------------------- |
| 6-10-2016                                                             | Scutari                                                               | Kosovo                                                                | 0 – 6                                                                 | Croazia                                                               | Qual. Mondiali 2018                                                   | -                                                                     | 77’                                                                   |
| 9-10-2016                                                             | Cracovia                                                              | Ucraina                                                               | 3 – 0                                                                 | Kosovo                                                                | Qual. Mondiali 2018                                                   | -                                                                     |                                                                       |
| 12-11-2016                                                            | Antalya                                                               | Turchia                                                               | 2 – 0                                                                 | Kosovo                                                                | Qual. Mondiali 2018                                                   | -                                                                     |                                                                       |
| 24-3-2017                                                             | Scutari                                                               | Kosovo                                                                | 1 – 2                                                                 | Islanda                                                               | Qual. Mondiali 2018                                                   | -                                                                     | 85’                                                                   |
| 24-3-2018                                                             | Franconville                                                          | Kosovo                                                                | 1 – 0                                                                 | Madagascar                                                            | Amichevole                                                            | -                                                                     |                                                                       |
| 27-3-2018                                                             | Franconville                                                          | Kosovo                                                                | 2 – 0                                                                 | Burkina Faso                                                          | Amichevole                                                            | -                                                                     | 29’                                                                   |
| 29-5-2018                                                             | Zurigo                                                                | Albania                                                               | 0 – 3                                                                 | Kosovo                                                                | Amichevole                                                            | -                                                                     | 90’                                                                   |
| 7-9-2018                                                              | Baku                                                                  | Azerbaigian                                                           | 0 – 0                                                                 | Kosovo                                                                | UEFA Nations League 2018-2019 - 1º Turno                              | -                                                                     |                                                                       |
| 10-9-2018                                                             | Pristina                                                              | Kosovo                                                                | 2 – 0                                                                 | Fær Øer                                                               | UEFA Nations League 2018-2019 - 1º Turno                              | -                                                                     |                                                                       |
| 11-10-2018                                                            | Pristina                                                              | Kosovo                                                                | 3 – 1                                                                 | Malta                                                                 | UEFA Nations League 2018-2019 - 1º turno                              | -                                                                     |                                                                       |
| 14-10-2018                                                            | Tórshavn                                                              | Fær Øer                                                               | 1 – 1                                                                 | Kosovo                                                                | UEFA Nations League 2018-2019 - 1º Turno                              | -                                                                     |                                                                       |
| 17-11-2018                                                            | Ta' Qali                                                              | Malta                                                                 | 0 – 5                                                                 | Kosovo                                                                | UEFA Nations League 2018-2019 - 1º Turno                              | -                                                                     |                                                                       |
| 20-11-2018                                                            | Pristina                                                              | Kosovo                                                                | 4 – 0                                                                 | Azerbaigian                                                           | UEFA Nations League 2018-2019 - 1º turno                              | -                                                                     |                                                                       |
| 21-3-2019                                                             | Pristina                                                              | Kosovo                                                                | 2 – 2                                                                 | Danimarca                                                             | Amichevole                                                            | -                                                                     | cap.                                                                  |
| 25-3-2019                                                             | Pristina                                                              | Kosovo                                                                | 1 – 1                                                                 | Bulgaria                                                              | Qual. Euro 2020                                                       | -                                                                     | 59’                                                                   |
| 14-10-2019                                                            | Pristina                                                              | Kosovo                                                                | 2 – 0                                                                 | Montenegro                                                            | Qual. Euro 2020                                                       | -                                                                     | 82’                                                                   |
| 12-1-2020                                                             | Doha                                                                  | Kosovo                                                                | 0 – 1                                                                 | Svezia                                                                | Amichevole                                                            | -                                                                     | 46’                                                                   |
| 3-9-2020                                                              | Parma                                                                 | Moldavia                                                              | 1 – 1                                                                 | Kosovo                                                                | UEFA Nations League 2020-2021 - 1º turno                              | -                                                                     | 32’ 60’                                                               |
| 8-10-2020                                                             | Skopje                                                                | Macedonia del Nord                                                    | 2 – 1                                                                 | Kosovo                                                                | Qual. Euro 2020                                                       | -                                                                     | 87’                                                                   |
| 11-10-2020                                                            | Pristina                                                              | Kosovo                                                                | 0 – 1                                                                 | Slovenia                                                              | UEFA Nations League 2020-2021 - 1º turno                              | -                                                                     | 74’                                                                   |
| 14-10-2020                                                            | Amarousio                                                             | Grecia                                                                | 0 – 0                                                                 | Kosovo                                                                | UEFA Nations League 2020-2021 - 1º turno                              | -                                                                     | cap. 18’                                                              |
| 11-11-2020                                                            | Elbasan                                                               | Albania                                                               | 2 – 1                                                                 | Kosovo                                                                | Amichevole                                                            | -                                                                     |                                                                       |
| 18-11-2020                                                            | Pristina                                                              | Kosovo                                                                | 1 – 0                                                                 | Moldavia                                                              | UEFA Nations League 2020-2021 - 1º turno                              | -                                                                     |                                                                       |
| 4-6-2021                                                              | Klagenfurt am Wörthersee                                              | Kosovo                                                                | 2 – 1                                                                 | Malta                                                                 | Amichevole                                                            | -                                                                     | 61’                                                                   |
| 2-9-2021                                                              | Batumi                                                                | Georgia                                                               | 0 – 1                                                                 | Kosovo                                                                | Qual. Mondiali 2022                                                   | -                                                                     | 90+3’                                                                 |
| 10-11-2021                                                            | Pristina                                                              | Kosovo                                                                | 0 – 2                                                                 | Giordania                                                             | Amichevole                                                            | -                                                                     |                                                                       |
| 14-11-2021                                                            | Amarousio                                                             | Grecia                                                                | 1 – 1                                                                 | Kosovo                                                                | Qual. Mondiali 2022                                                   | -                                                                     | 29’ 70’                                                               |
| Totale                                                                |                                                                       | Presenze                                                              | 27                                                                    |                                                                       | Reti                                                                  | 0                                                                     |                                                                       |

#### Albania
| Cronologia completa delle presenze e delle reti in nazionale ― Albania | Cronologia completa delle presenze e delle reti in nazionale ― Albania | Cronologia completa delle presenze e delle reti in nazionale ― Albania | Cronologia completa delle presenze e delle reti in nazionale ― Albania | Cronologia completa delle presenze e delle reti in nazionale ― Albania | Cronologia completa delle presenze e delle reti in nazionale ― Albania | Cronologia completa delle presenze e delle reti in nazionale ― Albania | Cronologia completa delle presenze e delle reti in nazionale ― Albania |
| Data                                                                   | Città                                                                  | In casa                                                                | Risultato                                                              | Ospiti                                                                 | Competizione                                                           | Reti                                                                   | Note                                                                   |
| ---------------------------------------------------------------------- | ---------------------------------------------------------------------- | ---------------------------------------------------------------------- | ---------------------------------------------------------------------- | ---------------------------------------------------------------------- | ---------------------------------------------------------------------- | ---------------------------------------------------------------------- | ---------------------------------------------------------------------- |
| 14-11-2014                                                             | Rennes                                                                 | Francia                                                                | 1 – 1                                                                  | Albania                                                                | Amichevole                                                             | -                                                                      | 76’                                                                    |
| 18-11-2014                                                             | Genova                                                                 | Italia                                                                 | 1 – 0                                                                  | Albania                                                                | Amichevole                                                             | -                                                                      | 71’                                                                    |
| 13-11-2015                                                             | Pristina                                                               | Kosovo                                                                 | 2 – 2                                                                  | Albania                                                                | Amichevole                                                             | -                                                                      | 81’                                                                    |
| 16-11-2015                                                             | Tirana                                                                 | Albania                                                                | 2 – 2                                                                  | Georgia                                                                | Amichevole                                                             | -                                                                      | 57’                                                                    |
| 29-3-2016                                                              | Lussemburgo                                                            | Lussemburgo                                                            | 0 – 2                                                                  | Albania                                                                | Amichevole                                                             | -                                                                      | 59’                                                                    |
| 29-5-2016                                                              | Hartberg                                                               | Albania                                                                | 3 – 1                                                                  | Qatar                                                                  | Amichevole                                                             | -                                                                      | 72’                                                                    |
| Totale                                                                 |                                                                        | Presenze                                                               | 6                                                                      |                                                                        | Reti                                                                   | 0                                                                      |                                                                        |

#### Albania Under-21
| Cronologia completa delle presenze e delle reti in nazionale ― Albania under 21 | Cronologia completa delle presenze e delle reti in nazionale ― Albania under 21 | Cronologia completa delle presenze e delle reti in nazionale ― Albania under 21 | Cronologia completa delle presenze e delle reti in nazionale ― Albania under 21 | Cronologia completa delle presenze e delle reti in nazionale ― Albania under 21 | Cronologia completa delle presenze e delle reti in nazionale ― Albania under 21 | Cronologia completa delle presenze e delle reti in nazionale ― Albania under 21 | Cronologia completa delle presenze e delle reti in nazionale ― Albania under 21 |
| Data                                                                            | Città                                                                           | In casa                                                                         | Risultato                                                                       | Ospiti                                                                          | Competizione                                                                    | Reti                                                                            | Note                                                                            |
| ------------------------------------------------------------------------------- | ------------------------------------------------------------------------------- | ------------------------------------------------------------------------------- | ------------------------------------------------------------------------------- | ------------------------------------------------------------------------------- | ------------------------------------------------------------------------------- | ------------------------------------------------------------------------------- | ------------------------------------------------------------------------------- |
| 11-6-2013                                                                       | Bosnia                                                                          | Bosnia ed Erzegovina under 21                                                   | 4 – 1                                                                           | Albania under 21                                                                | Qual. Europeo Under-21 2015                                                     | -                                                                               |                                                                                 |
| 14-8-2013                                                                       | Tirana                                                                          | Albania under 21                                                                | 0 – 1                                                                           | Austria under 21                                                                | Qual. Europeo Under-21 2015                                                     | -                                                                               | 65’                                                                             |
| 9-9-2013                                                                        | Madrid                                                                          | Spagna under 21                                                                 | 4 – 0                                                                           | Albania under 21                                                                | Qual. Europeo Under-21 2015                                                     | -                                                                               |                                                                                 |
| 15-10-2013                                                                      | Tirana                                                                          | Albania under 21                                                                | 0 – 1                                                                           | Bosnia ed Erzegovina under 21                                                   | Qual. Europeo Under-21 2015                                                     | -                                                                               | 45’                                                                             |
| 14-11-2013                                                                      | Budapest                                                                        | Ungheria under 21                                                               | 0 – 2                                                                           | Albania under 21                                                                | Qual. Europeo Under-21 2015                                                     | 1                                                                               | 85’                                                                             |
| 18-11-2013                                                                      | Tirana                                                                          | Albania under 21                                                                | 0 – 2                                                                           | Spagna under 21                                                                 | Qual. Europeo Under-21 2015                                                     | -                                                                               |                                                                                 |
| 5-3-2014                                                                        | Vienna                                                                          | Austria under 21                                                                | 1 – 3                                                                           | Albania under 21                                                                | Qual. Europeo Under-21 2015                                                     | 1                                                                               | 75’                                                                             |
| Totale                                                                          |                                                                                 | Presenze                                                                        | 7                                                                               |                                                                                 | Reti                                                                            | 2                                                                               |                                                                                 |